# 富山信号場
富山信号場（ふざんしんごうじょう）は台湾台東県大武郷にあった台湾鉄路管理局南廻線の廃止された信号場。

## 歴史
- 南廻線新設計画時に大武 - 瀧渓間の駅間距離が11.1kmと長い事から、列車交換の為に本信号場が施工され、ホームや駅名標まで具備された[1]
- 1991年12月12日 - 南迴線正式開業前に廃止された。[2]
- 屏東駅ではかつてごく短期間に本信号場までの硬券を発売し、鉄道ファンに珍重されている。

## 駅構造
- 相対式ホーム2面2線の地上駅であったが、海側の線路は撤去されて山側の通過線のみ残っている。ホーム及び駅舎は残っている。[3]

## 利用状況
開通後の輸送量は多くなく、列車本数も少ないために供用されず廃止となった。
年別利用推移は以下のとおり。
| 年   | 年間 | 年間 | 年間   | 年間  | 1日平均 | 1日平均 |
| 年   | 乗車 | 下車 | 乗降計 | 出典  | 乗車    | 乗降計  |
| ---- | ---- | ---- | ------ | ----- | ------- | ------- |
| 1993 | 0    | 6    | 6      | [ 4 ] | 0       | 0       |
| 1994 | 0    | 0    | 0      | [ 5 ] | 0       | 0       |
| 1995 | 0    | 567  | 567    | [ 6 ] | 0       | 2       |

## 駅周辺
- 太平洋

## 隣の駅
台湾鉄路管理局
南廻線
大武駅 - 富山信号場 - 瀧渓駅